# 宋芸樺
宋芸樺（英語：Vivian Sung，1992年10月21日—），臺灣女演員，2014年，她於電影《等一個人咖啡》擔演女主角李思螢，正式開始其演員生涯。2015年，她於電影《我的少女時代》飾演女主角林真心，後以該演出入圍第52屆金馬獎最佳女主角獎獎項。後來，她也演出於《唯一繼承者》、《別那麼驕傲》及《別那麼驕傲2》等電視劇作品。2017年，她在電影《帶我去月球》中，飾演女主角李恩佩。她近來的代表演出有電影《灼人秘密》（2019年）之Kiki角色，以及台視、三立偶像劇《浪漫輸給你》（2020年）之女主角鄭曉恩。在2021年出演了《月老》中的洪菁晴（小咪）。在2023年出演了《請問，還有哪裡需要加強》中的女主角 阿芬。
截至2024年，她所主演過的電影全球票房已累積超過4.5億美金。

## 演藝經歷
宋芸樺在出道前曾參演多部微電影和音樂錄影帶，大部份都是跟着朋友拍攝的。她首次參演的音樂錄影帶是搖滾團體那我懂你意思了的《所以我停下來》。這段MV在校園中廣為流傳，微電影和短片的邀約亦接踵而來。其後，對演藝圈開始感興趣的宋芸樺跟柴智屏的經紀公司簽下合約。
她參演的第一部電影是九把刀編劇和監製的愛情電影《等一個人咖啡》，在戲中飾演女主角「李思螢」。九把刀在部落客中表示，男女主角都希望找新人來飾演，為此辦了很多次訪談面試和試鏡。當時宋芸樺還是大學三年級的學生，就讀輔仁大學織品服裝學系織品服飾行銷組。這部電影的監製柴智屏跟宋面談時，順便喚來九把刀。面談過後，九把刀跟他的經紀人說：「這個女生就是來演《等一個人咖啡》的！」經過多次試鏡面談，宋芸樺成功得到「李思螢」這個角色。《等一個人咖啡》於2014年8月上映，在台灣的票房超過2億新台幣，讓宋芸樺知名度大增。
宋芸樺在她的第二部電影作品《我的少女時代》中，再次飾演女主角「林真心」。這部電影的監製葉如芬透露宋芸樺試鏡試了十次，她說：「從來都沒有一個演員這樣子，我當時都還沒決定要不要用她。」導演陳玉珊接受專訪指，宋芸樺是很理性、邏輯思維的女孩，但電影女主角「林真心」則是以直覺行事；所以她第一天到表演教室就不像「林真心」，連走路都不對。因此她跟戲劇指導許傑輝討論去破壞宋芸樺的步伐及完美，用破壞方式解構平常習慣，重新建構這個角色的走路方式。
《我的少女時代》在2015年8月上映，票房方面，在台灣達4億新台幣，全球總票房更超過24億新台幣。宋芸樺亦憑這部電影入圍第52屆金馬獎最佳女主角，首次入圍金馬獎，當時22歲的她是該屆五個候選人當中最年輕的。雖然最後未能奪得獎項，但亦有在金馬台上演唱電影主題曲《小幸運》，獲網友好評。
在拍過兩部電影後，宋芸樺參演TVBS電視連續劇《唯一繼承者》，飾演第一女主角「葉筱荷」。
2016年，宋芸樺參演優酷與芒果娛樂聯合出品的《別那麼驕傲》，飾演女主角藝術系女生沈熹，講述她跟理工學霸何之洲因為意外而靈魂互換的故事。該劇分為兩季，第一季和第二季分別於2016年9月19日和2017年1月11日在優酷播出。
宋芸樺亦第三度參演電影，同為女主角。在於2017年12月上映的《帶我去月球》中，她飾演的是美麗活潑、好勝心強的「李恩佩」，在電影中與劉以豪、李銓、石知田、嚴正嵐及姚愛寗組成了「月球幫」樂團。
2020年主演偶像劇《浪漫輸給你》，飾演女主角「鄭曉恩」，與張立昂繼《等一個人咖啡》後再度合作， 兩人默契極佳， 組成「傲恩CP」（天恩CP）圈粉無數，該劇亦是兩人出道以來最大尺度的作品。 
2020年11月28日開立個人YouTube頻道「宋芸樺 Vivian Sung」，並邀請好友張立昂、禾浩辰、連晨翔等人擔任嘉賓。
2021年，宋芸樺於九把刀執導的電影《月老》中飾演洪菁晴（小咪），該片在台灣票房表現亮眼，成為當年度話題作品。
2022年，她參演法國電影《榮耀之路》（For My Country），該片改編自導演哈希德·阿米真實家族故事，宋芸樺以全英語對白演出，與法國男星沙伊恩·布曼丁飾演異國戀情，該片亦於威尼斯影展亮相。
宋芸樺於2022年4月到2023年3月間，在《Marie Claire美麗佳人》雜誌開設個人專欄，以「溏心蛋女孩」的身份，細膩記錄自己在成長、愛情、家庭、職場與夢想路上的心情故事與人生體悟，鼓勵讀者勇敢做自己、擁抱生活中的不完美。
2023年，宋芸樺主演電影《請問，還有哪裡需要加強》，詮釋女主角阿芬。同年，她參與電影《我的天堂城市》（My Heavenly City），以中英雙語演出，展現語言切換能力。她也在Disney+劇集《台灣犯罪故事》中首次一人分飾雙胞胎 。
同年，宋芸樺主演奇幻喜劇影集《不良執念清除師》，飾演女警陳楮英。該劇在中國豆瓣平台獲得8.9高分，並曾登上愛奇藝國際版熱播榜第一名
2024年，Icyball冰球樂團推出全新單曲《不小心》，特別邀請宋芸樺跨刀合唱，並由她擔綱MV女主角。同年，宋芸樺主演療癒職人劇《人生清理員》，飾演清潔社社長的女兒何利穎。該劇描述從事特殊現場清潔的團隊，透過清理逝者遺留的現場，梳理逝者與親友間的關係與遺憾，並映照主角們各自的人生課題。該劇自開播後連續三週登上Netflix台灣區冠軍，獲得觀眾與評論界高度肯定。
2025年，宋芸樺擔任2025年第27屆台北電影節影展大使，並且攜手台北電影獎最佳導演林君陽，以「我們一起，把電影變好看了」為主題拍攝影展形象廣告 。

## 爭議事件
宋芸樺曾在2015年臺灣一採訪節目稱其最喜歡的國家為臺灣，此言論於2018年在中國大陸遭到了一些激進媒體與網友的指責。之后其本人在其官方微博對外道歉，並表示“我是中國人”“台灣是我的家鄉，中國是我的祖國”。此举在臺灣引發輿論譁然。中華民國總統府發言人黃重諺指出，“類似以政治力量，打壓民間的藝文工作者，威迫他們進行政治表態，強加以落伍的意識形態，不是當代文明社會應該有的行徑。”

## 演出作品

### 長篇電影
| 年份   | 片名                   | 角色             |
| ------ | ---------------------- | ---------------- |
| 2014年 | 等一個人咖啡           | 李思螢           |
| 2015年 | 我的少女時代           | 林真心           |
| 2015年 | 陪安东尼度过漫长岁月   | 小黑（客串）     |
| 2017年 | 報告老師！怪怪怪怪物！ | 校車學生（客串） |
| 2017年 | 帶我去月球             | 李恩佩           |
| 2018年 | 猛虫过江               | 靜香             |
| 2018年 | 西虹市首富             | 夏竹             |
| 2019年 | 我的青春都是你         | 周林林           |
| 2019年 | 灼人秘密               | Kiki             |
| 2021年 | 月老                   | 洪菁晴（小咪）   |
| 2022年 | 榮耀之路               | Julie            |
| 2023年 | 請問，還有哪裡需要加強 | 阿芬             |
| 2023年 | 我的天堂城市           | 方智美 Mavis     |
| 2025年 | 96分鐘                 | 黃欣             |
| 2025年 | 無人知曉的家           | 麗華             |

### 微電影/短篇電影
| 年分   | 劇名                    | 角色         |
| ------ | ----------------------- | ------------ |
| 2012年 | 好久沒喝沙士了          | Vivian       |
| 2012年 | 早安杯蓋                | 杯蓋少女     |
| 2013年 | 幸運星                  | 胡女女       |
| 2015年 | Express girl            | 郵差         |
| 待查   | 情緣                    | 孫女         |
| 2021年 | 安眠旅舍                | 客人         |
| 2021年 | 夢中搜查令              |              |
| 2023年 | 當我變成我們 We Are One | 打工換宿少女 |

### 電視電影
| 首播   | 頻道     | 劇名         | 角色             |
| ------ | -------- | ------------ | ---------------- |
| 2021年 | 公共電視 | 白日夢外送王 | 房仲小姐（客串） |

### 迷你劇集
| 首播   | 頻道       | 劇名                         | 角色            |
| ------ | ---------- | ---------------------------- | --------------- |
| 2020年 | 衛視中文台 | 愛的廣義相對論－ 明晚‧空中見 | 郭維娜          |
| 2021年 | HBO Asia   | 亞洲怪談2：送煞              | 簡明穎          |
| 2023年 | Disney+    | 台灣犯罪故事－惡有引力       | 王昱萱/王仲惠   |
| 2023年 | Netflix    | 此時此刻                     | 方若南          |
| 2024年 | HBO GO     | 何百芮的地獄毒白             | 房仲Amy（客串） |

### 長篇劇集
| 首播   | 頻道               | 劇名               | 角色   |
| ------ | ------------------ | ------------------ | ------ |
| 2015年 | TVBS歡樂台         | 《唯一繼承者》     | 葉筱荷 |
| 2016年 | 優酷               | 《別那麼驕傲》     | 沈熹   |
| 2017年 | 優酷               | 《別那麼驕傲2》    | 沈熹   |
| 2020年 | 愛奇藝             | 《我的愛如此麻辣》 | 夏如月 |
| 2020年 | 愛奇藝             | 《穿盔甲的少女》   | 馬辰辰 |
| 2020年 | 台視、三立都會台   | 《浪漫輸給你》     | 鄭曉恩 |
| 2023年 | 愛奇藝、八大戲劇台 | 《不良執念清除師》 | 陳楮英 |
| 2024年 | 公視、八大戲劇台   | 《人生清理員》     | 何利穎 |
| 2024年 | 愛奇藝、八大戲劇台 | 《太太太厲害》     | 客串   |
| 2025年 |                    | 《人浮於愛》       |        |
| 2026年 |                    | 《沉默的審判》     | 許運佳 |

### 音樂錄影帶

#### 實際演出
| 日期           | 歌手                       | 曲名             | 專輯             |
| -------------- | -------------------------- | ---------------- | ---------------- |
| 2011年         | 那我懂你意思了             | 所以我停下來     | 沒有的 啊        |
| 2013年12月31日 | 五月天                     | 三個傻瓜         | 第二人生         |
| 2015年1月26日  | 邱鋒澤                     | 專屬的唯一       | 專屬的唯一       |
| 2015年3月28日  | 胡夏                       | 替我照顧她       | 替我照顧她       |
| 2015年9月13日  | 喬毓明                     | Beautiful Melody | Beautiful Melody |
| 2016年8月22日  | 五月天                     | 頑固             | 自傳             |
| 2020年11月27日 | 連晨翔                     | 走遠了           | 百分百           |
| 2020年12月2日  | 耿斯漢                     | 沒有關係         |                  |
| 2023年4月20日  | 鼓鼓 呂思緯                | 當我變成我們     | 跳舞在米蘭       |
| 2024年3月21日  | Icyball冰球樂團 ft. 宋芸樺 | 不小心           |                  |
| 2024年5月10日  | 動力火車 ft. 告五人        | 我不該哭         | 結伴             |

#### 影劇畫面剪輯
| 日期 | 歌手      | 曲名               | 影劇                                 | 專輯名稱                               |
| ---- | --------- | ------------------ | ------------------------------------ | -------------------------------------- |
| 2014 | 庾澄慶    | 缺口               | 電影《等一個人咖啡》主題曲           | 等一個人咖啡電影原聲帶                 |
| 2014 | 林芯儀    | 等一個人           | 電影《等一個人咖啡》主題曲           | 等一個人咖啡電影原聲帶                 |
| 2014 | 周慧敏    | 咖啡在等一個人     | 電影《等一個人咖啡》主題曲           | 等一個人咖啡電影原聲帶                 |
| 2015 | 田馥甄    | 小幸運             | 電影《我的少女時代》主題曲           |                                        |
| 2015 | Popu Lady | 妳說他             | 電影《我的少女時代》插曲             |                                        |
| 2018 | 王力宏    | 需要人陪           | 電影《西虹市首富》插曲               | 《十八般武藝》(2010)                   |
| 2018 | 陸通      | 膨脹               | 電影《西虹市首富》插曲               |                                        |
| 2019 | 陳珊妮    | 灼人秘密           | 電影《灼人秘密》主題曲               |                                        |
| 2020 | 蔡佩軒    | 記得捨不得         | 電視劇《浪漫輸給你》片頭曲           | ARIEL                                  |
| 2021 | 韋禮安    | 如果可以           | 電影《月老》主題曲                   |                                        |
| 2022 | 盧廣仲    | 天黑黑             | 戲劇《台灣犯罪故事》主題曲           |                                        |
| 2023 | 玖壹壹    | 一生只督妳一人     | 電影《請問，還有哪裡需要加強》主題曲 |                                        |
| 2023 | 蔡依林    | Someday, Somewhere | 影集《此時此刻 (電視劇)》主題曲      |                                        |
| 2024 | 張若凡    | 不凡               | 電視劇《不良執念清除師》插曲         | 愛奇藝原創華劇《不良執念清除師》原聲帶 |

1. ↑  含有電影未出現的戲劇片段。

### 電視節目
| 播出年份 | 播出頻道   | 節目名稱       | 附註               |
| -------- | ---------- | -------------- | ------------------ |
| 2020年   | JET綜合台  | 料理之王       | 第七至八集飛行導師 |
| 2022年   | 三立都會台 | 回到小學那一天 | EP7 嘉賓           |
| 2023年   | 東森綜合台 | 花甲少年趣旅行 | EP38-40 擔任女少年 |
| 2023年   | TVBS歡樂台 | 光開門就很忙了 | 第一、二集嘉賓     |

## 音樂作品

### 單曲
- 2017年 宋芸樺《帶我去月球》
- 2024年  Icyball冰球樂團 ft. 宋芸樺《不小心》

## 演唱會

### 演唱會嘉賓
| 日期           | 地點                 | 歌手            | 演唱會名稱                                 | 備註                                     |
| -------------- | -------------------- | --------------- | ------------------------------------------ | ---------------------------------------- |
| 2015年8月29日  | 台北 ATT SHOW BOX    | 李玉璽          | Chu 李玉璽「Me，Myself & I」首場個人演唱會 | 演唱〈小幸運〉、合唱〈Someone Like You〉 |
| 2020年10月27日 | 台北 NUZONE          | 徐若瑄          | 徐若瑄《V Live音樂分享會》                 |                                          |
| 2024年8月10日  | 台北 Zepp New Taipei | Icyball冰球樂團 | 《早安 晚安 好喜歡》                       | 合唱〈不小心〉、〈搖啊搖〉               |

## 頒獎典禮嘉賓
- 2016年4月3日 第35屆香港電影金像獎 頒獎嘉賓（最佳男配角）
- 2021年11月27日 第58屆金馬獎 電影《月老》引言人
- 2023年3月12日 第16屆亞洲電影大獎 頒獎嘉賓 （最佳男配角）
- 2023年7月8日 2023年台北電影獎 頒獎嘉賓（最佳剪輯）
- 2023年11月25日 第60屆金馬獎 頒獎嘉賓（最佳原創電影音樂）
- 2024年7月4日 富川國際奇幻影展 開幕典禮「富川Choice：短片」及「韓國奇幻：短片」評審
- 2024年10月6日 2024亞洲內容大獎 頒獎嘉賓（最佳男女配角）
- 2025年7月5日 2025年台北電影獎 頒獎嘉賓（最佳劇情長片）

## 獎項
| 年份   | 頒獎典禮                 | 獎項                      | 作品             | 角色   | 結果   |
| ------ | ------------------------ | ------------------------- | ---------------- | ------ | ------ |
| 2015年 | 「Fanily分享你」娛樂平台 | 新生代短髮完勝女神票選    | 不適用           | 不適用 | 第一名 |
| 2015年 | 第52屆金馬獎             | 最佳女主角獎              | 《我的少女時代》 | 林真心 | 提名   |
| 2015年 | 尖叫2016愛奇藝之夜       | 年度電影新人              | 《我的少女時代》 | 林真心 | 獲獎   |
| 2016年 | 第16屆華語電影傳媒大獎   | 最受矚目表現              | 《我的少女時代》 | 林真心 | 獲獎   |
| 2016年 | Fanily 閃亮星大賞        | 璀璨星影后                | 不適用           | 不適用 | 提名   |
| 2019年 | 第14屆首爾國際電視節     | 女子亞洲明星獎            | 不適用           | 不適用 | 獲獎   |
| 2021年 | 第二屆威劇大賞           | 最佳女主角獎              | 《浪漫輸給你》   | 鄭曉恩 | 獲獎   |
| 2021年 | 第二屆威劇大賞           | 最佳超甜吻戲獎 (與張立昂) | 《浪漫輸給你》   | 鄭曉恩 | 獲獎   |
| 2021年 | 第二屆威劇大賞           | 最佳銷魂床戲獎 (與張立昂) | 《浪漫輸給你》   | 鄭曉恩 | 提名   |
| 2021年 | 第16屆首爾國際電視節     | 亞洲明星獎                | 《浪漫輸給你》   | 鄭曉恩 | 提名   |
| 2022年 | 第3屆台灣影評人協會獎    | 最佳女演員                | 《月老》         | 洪菁晴 | 提名   |
| 2025年 | 紐約亞洲電影節           | 最佳演員獎                | 《無人知曉的家》 | 麗華   | 獲獎   |

## 外部連結
- YouTube上的宋芸樺頻道
- 宋芸樺 Vivian Sung的Facebook專頁
- 宋芸樺的Instagram帳戶
- 宋芸樺Vivian的新浪微博
- 宋芸樺在互联网电影资料库（IMDb）上的資料（英文）
- 宋芸樺在香港影庫上的簡介
- 宋芸樺在时光网上的簡介（简体中文）
- 宋芸樺在豆瓣上的资料（简体中文）
- 宋芸樺在台灣電影網上的資料（繁體中文）